# A Boy was Born

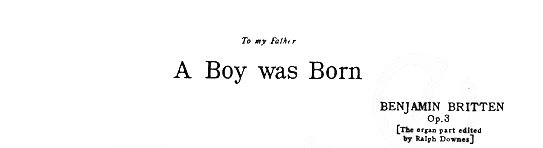
Ausschnitt der Partiturseite mit der Widmung an den Vater, herausgegeben von Oxford University Press

A Boy was Born („Ein Knabe wurde geboren“), Op. 3, ist eine Komposition für Chor a cappella von Benjamin Britten, Choral variations for men’s, women’s and boys’ voices, unaccompanied (organ ad lib) (Chorvariationen für unbegleitete Männer-, Frauen- und Knabenstimmen, Orgel ad lib). Britten komponierte das Frühwerk 1932/1933 noch als Student. Er vertonte verschiedene Texte mit Bezug zu Weihnachten und widmete die Komposition seinem Vater. A Boy was Born wurde am 23. Februar 1934 in einer Sendung der BBC uraufgeführt. Britten revidierte das Werk 1955.
Das Variationenwerk ist Brittens erstes größeres Chorwerk, sein erstes reifes Werk mit geistlichem Inhalt und seine erste poetic anthology („Dichtungs-Anthologie“). 2013 wurden Festivals zu Brittens 100. Geburtstag nach der Komposition benannt.

## Geschichte
Britten komponierte A Boy was Born im Alter von 19 Jahren als Student am Royal College of Music, zwischen dem 25. November 1932 und dem 11. Mai 1933. Es war sein letztes Studienprojekt, sein erstes größeres Chorwerk und sein erstes reifes Werk mit geistlichem Inhalt. Er widmete es seinem Vater.
A Boy was Born behandelt als Thema mit sechs Variationen zehn verschiedene Texte, die überwiegend aus dem 15. Jahrhundert stammen, während einer von Christina Rossetti im 19. Jahrhundert geschrieben wurde. Das Werk ist damit Brittens erstes in Form einer poetic anthology (Dichtungs-Anthologie). Schon zuvor hatte Britten Variationen bevorzugt, zum Beispiel hatte er eine Reihe solcher komponiert, die später als Variations on a Theme of Frank Bridge vervollständigte. Auch sein späteres Klavierkonzert enthält Variationen, und seine Oper The Turn of the Screw basiert auf dem Variationsprinzip.
| MovementSatz         | Titel                         | Übersetzung                      | Autor / Zeit            |
| -------------------- | ----------------------------- | -------------------------------- | ----------------------- |
| Theme                | A boy was born                | „Ein Junge wurde geboren“        | Anonym, 16. Jahrhundert |
| Variation 1          | Lullay, Jesu                  | „Schlaf, Jesus“                  | Anonym, vor 1536        |
| Variation 2          | Herod                         | „Herodes“                        | Anonym, vor 1529        |
| Variation 3          | Jesu, as Thou art our Saviour | „Jesus, da du unser Retter bist“ | Anonym, 15. Jahrhundert |
| Variation 4          | The Three Kings               | „Die drei Könige“                | Anonym, 15. Jahrhundert |
| Variation 5          | In the Bleak Midwinter        | „Mitten im kalten Winter“        | Christina Rossetti      |
| Variation 5          | Corpus Christi Carol          | „Fronleichnamslied“              | Anonym, vor 1536        |
| Variation 6 (Finale) | Noel!, Welcome Yule           | „Noel! Willkommen, Julfest“      | Anonym, 16. Jahrhundert |
| Variation 6 (Finale) | Christmas                     | „Weihnachten“                    | Thomas Tusser           |
| Variation 6 (Finale) | A Christmas Carol             | „Ein Weihnachtslied“             | Francis Quarles         |

A Boy was Born wurde am 23. Februar 1934 in einem Rundfunkkonzert der BBC für zeitgenössische Musik zum ersten Mal aufgeführt. Leslie Woodgate dirigierte den Chor Wireless Chorus (später BBC Singers) und Chorknaben von St Mark’s, North Audley Street, London.
Eine Aufführung dauert ungefähr 32 Minuten. Das Werk gehört zu den ersten Kompositionen Brittens, die veröffentlicht wurden, und erschien zunächst bei Chester Music. Britten revidierte es 1955. Diese Fassung erklang erstmals am 22. November 1955, dem Geburtstag des Komponisten. In Londons Grosvenor Chapel sangen die Purcell Singers, geleitet von Imogen Holst. Britten selbst dirigierte eine Einspielung mit Michael Hartnett (Knabensopran), den Purcell Singers, Knabenstimmen der English Opera Group und dem Chor der Kirche All Saints, Margaret Street, London. Ralph Downes fügte 1957/1958 eine Orgelstimme hinzu.
2013 wurde A Boy was Born im Rahmen der Feiern zu Brittens 100. Geburtstag von den BBC Singers und dem Temple Church Choir als Teil von The Proms aufgeführt, geleitet von David Hill. Festivals in Sheffield und Birmingham wurde 2013 nach der Komposition benannt.

## Musik
Britten zeigte in seinem komplexen Werk seine Fähigkeiten in Komposition und Wortbehandlung. Die sechs Variationen basieren auf einem Thema in vier Tönen auf die Anfangsworte, das vom Sopran gesungen wird.
Der Musikwissenschaftler Paul Spicer bemerkt, dass die Tonart D, wie in vielen Werken Brittens, sowohl modal als diatonisch verstanden werden kann. Er erwähnt Alban Berg als einen Komponisten, der Brittens Variationstechniken wie Vergrößerung und Spiegelung von Motiven beeinflusste.
Die erste Variation ist ein Dialog der Mutter Maria (Frauenstimmen) mit dem Kind (Knabenstimmen). Variation 2 behandelt den Kindermord in Betlehem in sperrigen Rhythmen, die das Thema verändern und verzerren. In Variation 3 singt ein Teilchor den Text Jesu, as Thou art our saviour, während ein Knabe viermal nur den Anruf Jesu als Melisma einwirft. Variation 4 zu den Drei Königen bringt das Thema als wortlosen Hintergrund zur Erzählung und entwirft damit das Bild einer entfernten Prozession. Variation 5 für nur die Oberstimmen beginnt mit Rossettis In the Bleak Midwinter, gesungen von den Frauenstimmen, deren Sekundreibungen die Kälte und fallende Linien fallenden Schnee suggerieren, während die Knabe einen schlichten Satz des bekannten Fronleichnamsliedes wie Volksmusik dagegenstellen. Variation 6 beginnt als ein lebhaftes Rondo für acht Stimmen, gefolgt von Reprisen früherer Variationen und zum Abschluss dem Anfangsthema.
Die Komposition stellt hohe Anforderungen an einen Chor. Spicer erwähnt, dass der Knabenchor möglichst in einiger Entfernung aufgestellt werden sollte, jedoch nicht zu weit, um Kontrast und feines Zusammenspiel der Gruppen zu ermöglichen.